# بين كولمان (لاعب إسكواش)
بين كولمان (بالإنجليزية: Ben Coleman)‏ هو لاعب إسكواش بريطاني، ولد في 13 أبريل 1991 في تشيلمسفورد في المملكة المتحدة.

## وصلات خارجية
- بين كولمان على موقع الاتحاد الدولي لمحترفي الاسكواش (مؤرشف) (الإنجليزية)
- بين كولمان على موقع SquashInfo.com (الإنجليزية)